# Zug (stad)
Zug is de hoofdstad van het gelijknamige kanton in Zwitserland en ligt aan het meer van Zug. Eind 2017 had de stad ca. 30.000 inwoners. Zug is het hoofdkwartier voor vele grote ondernemingen vanwege het gunstige belastingklimaat. Zug staat ook bekend als een plaats die gunstig is voor ondernemingen die zich bezig houden met cryptovaluta.

## Ligging en landschap
De kust aan het meer van Zug vormt een promenade met uitzicht op de Alpen in het Berner Oberland. Dichterbij liggen de tevens goed zichtbare Rigi en Pilatus. In de stad Zug zelf ligt de Zugerberg met een hoogte van 1039 meter.

## Bezienswaardigheden

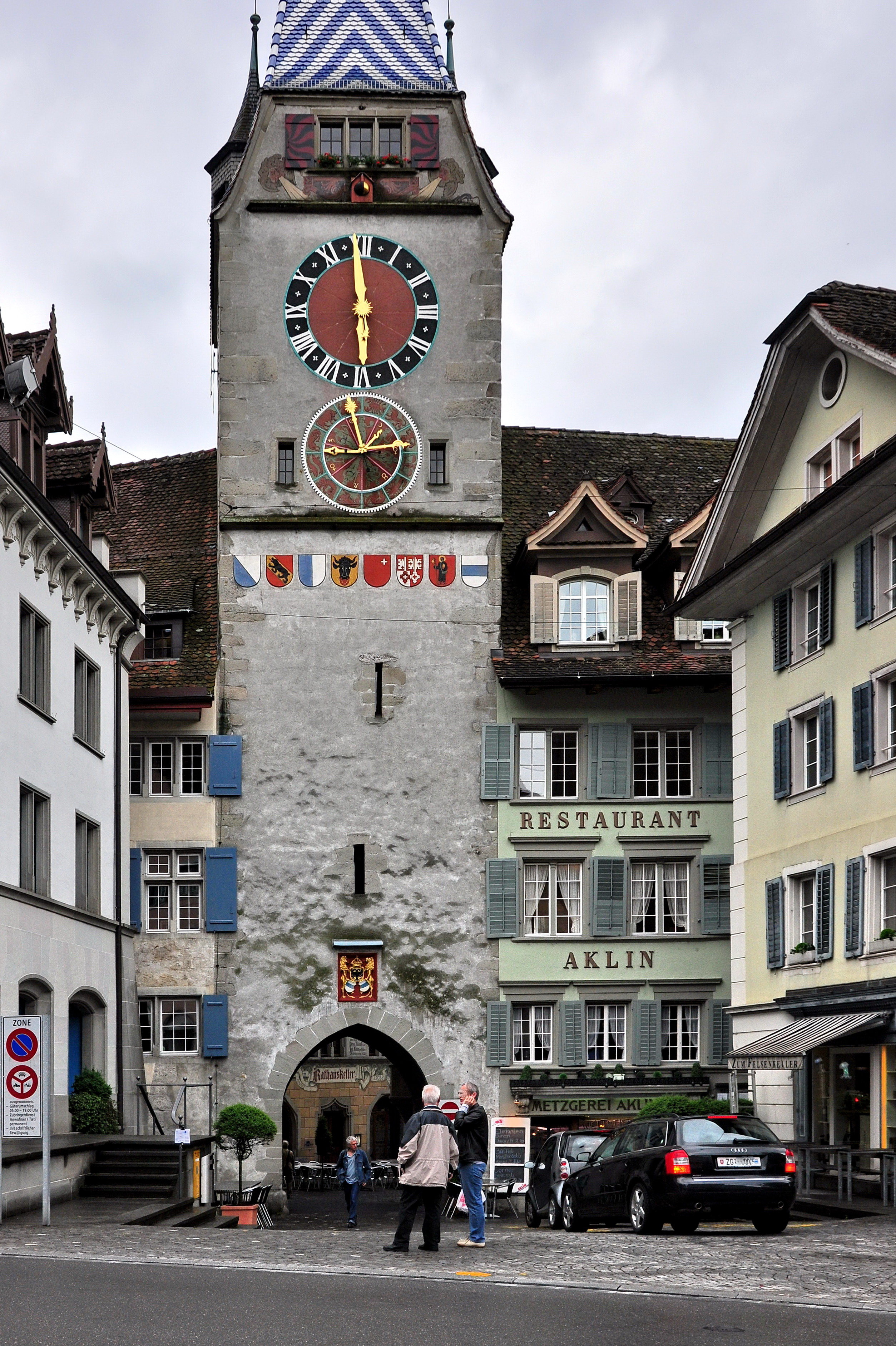
De Zytturm.

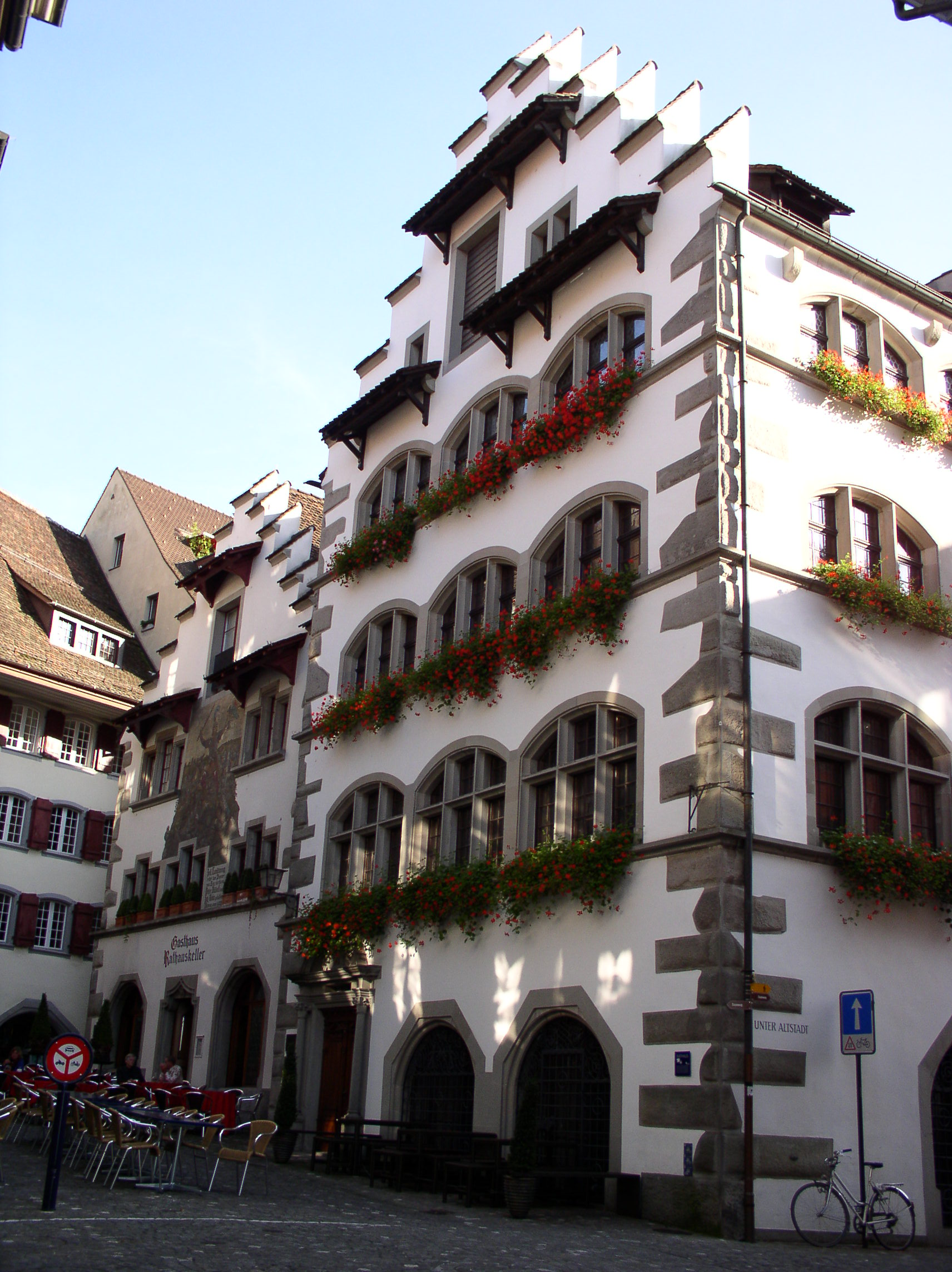
Het raadhuis.

De 52 meter hoge Zytturm (Zwitsers voor tijdtoren) is het oriëntatiepunt van Zug en was vroeger onderdeel van de stadsmuur. De toren werd in het midden van de 13e eeuw gebouwd en werd tussen 1478 en 1480 door Hans Felder, tevens bouwer van de Sint-Oswaldkerk, verhoogd. In 1557 kreeg het dak zijn huidige vorm en kwam de huidige Wachtstube tot stand. De klok werd in 1574 geïnstalleerd. Sindsdien is de toren met regelmaat gerestaureerd, waarvan de meest prominente restauraties in 1863 (na blikseminslag) en 1952 (ter ere van het stadsjubileum) plaatsvonden. Binnen in de toren bevinden zich oude gereedschappen van de lokale brandweer. Tegenwoordig scheidt de toren de Altstadt van het nieuwe centrum.
De Sint-Oswaldkerk is een ander prominent gebouw en is opgedragen aan Oswald van Northumbria. De bouw begon op 18 mei 1478 onder leiding van bouwmeester Hans Felder. In de 16e eeuw werd de laat-gotische kerk uitgebouwd tot driebeukige basiliek. Tussen 1860 en 1870 werd de kerk in neogotische stijl verbouwd door Karl Albert Keiser.
Het Zuger Rathaus werd door bouwmeester Heinrich Sutter tussen 1505 en 1509 gebouwd. Het bevindt zich in de Altstadt, hoewel de stadsuitbreiding ruim voor de bouw gepland werd. De begane grond was van oudsher een markthal, terwijl de eerste en tweede verdieping door de raad het het gerecht werden gebruikt. De bovenste verdieping diende als raadszaal. Deze Gotische Zaal wordt tegenwoordig gebruikt voor tentoonstellingen en evenementen, terwijl de gemeente de lagere verdiepingen gebruikt, onder meer voor raadsvergaderingen.

## Bevolkingsontwikkeling
Met 27.961 inwoners is het de grootste stad van kanton Zug. Het bevolkingsaantal steeg met name tussen 1950 en 1970. Nadat de stad in 1970 23.000 inwoners had vond een daling van rond 6% plaats. In de jaren 90 zette zich weer een stijging in, mede door de nieuwbouw.
Het aantal buitenlanders ligt met 23,9% net boven het kantonnale gemiddelde. De inwoners zijn overwegend katholiek.

## Sport
Het belangrijkste sportteam in de stad is EV Zug, een ijshockeyteam dat in de National League A uitkomt en zijn thuiswedstrijden in de Bossard Arena speelt. Het enige kampioenschap dateert uit het seizoen 1997-1998. Op 3 oktober 2011 versloeg het team de Amerikaanse New York Rangers met 8-4 in een demonstratiewedstrijd.
Het lokale voetbalteam is FC Zug 94 en komt uit in de 1. Liga, het derde professionele niveau in Zwitserland. De Nederlandse oud-international Johan Neeskens was hier ooit trainer. Verder heeft Zug een rugbyteam genaamd Rugby Club Zug.

## Economie
Zug is een regio met lage belastingen, waar een aantal multinationale ondernemingen hun hoofdkantoor hebben. De Expat Cities Ranking 2019 gebaseerd op een onderzoek onder meer dan 20.000 respondenten beoordeelde de kwaliteit van leven van Zug als de hoogste van alle steden in het onderzoek. Voor ca. 30.000 inwoners van de stad zijn er ca. 24.000 banen en ca. 12.000 geregistreerde bedrijven. De grootste werkgever in Zug is Siemens Building Technologies. Andere grote werkgevers in de stad zijn V-Zug AG, het stadsbestuur, Zuger Kantonalbank, Coop Zentralschweiz-Zürich, Unilever en Argo-Hytos-Gruppe.

### Crypto Valley
Zug wordt het "Crypto Valley" genoemd vanwege het grote aantal bedrijven in de stad dat met cryptocurrencies werkt. Later werd het woord "crypto valley" een begrip en wordt het nu gebruikt in de context van elk gebied waar cryptobedrijven zijn geconcentreerd.
In januari 2017 werd in Zug een onafhankelijke, door de overheid gesteunde Crypto Valley Association opgericht met Oliver Bussmann als voorzitter.
Onder de organisaties gevestigd in de Crypto Valley zijn Ethereum, Cardano, Polkadot en Bitcoin Suisse.

## In de media
De stad kwam onder de aandacht toen het Amerikaanse programma 60 Minutes op CBS een kritisch item uitzond waarin gesteld werd dat de stad een "veilige haven" was voor grote Amerikaanse ondernemingen vanwege het gunstige belastingklimaat.

## Aanslag
Op 27 september 2001 drong een verwarde zwaarbewapende man, Friedrich Leibacher (57), in Zug het kantonnale parlement binnen en schoot willekeurig 14 politici dood. De dader, die zich van rechtswege sterk benadeeld had gevoeld, pleegde daarna zelfmoord. Van de gedode politici waren er zes van de christelijke CVP, zes van de liberale FDP, een van de socialistische SP en een van de rechts-populistische SVP.

## Geboren
- Theresia Brandenberg (1763-1845), klokkengietster
- Josephine Zehnder-Stadlin (1806-1875), lerares en pedagoge
- Katharina Weiss (1834-1911), fotografe
- Adelheid Page-Schwerzmann (1853-1925), tuberculosebestrijdster
- Simonetta Sommaruga (1960), politica en bondspresidente in 2015 en 2020
- Martin Annen (1974), bobsleeër
- Markus Egger (1975), beachvolleyballer

## Overleden
- Theresia Brandenberg (1763-1845), klokkengietster
- Katharina Weiss (1834-1911), fotografe
- Veronika Hürlimann (1891-1975), Zwitserse cinema-onderneemster[9]

## Bekende inwoners
- Vitalik Buterin (1994), computerprogrammeur en schrijver